# Beta-glukan
β-Glukani (beta-glukani) su polisaharidi D-glukoznih monomera povezanih β-glikozidnim vezama. β-glukani su raznovrsna grupa molekula koja može da varira u pogledu molekulske mase, rastvorljivosti, viskoznosti, i trodimenzione konfiguracije. Oni se javljaju najčešće kao celuloza u biljkama, mekinje žitarica, ćelijski zidovi pekarskog kvasca, kao i u pojedinim gljivama, pečurkam i bakterijama. Neke forme beta-glukana su korisne u ljudskoj ishrani jer daju hrani teksturu, i kao suplementarna rastvorna vlakna. Oni mogu da budu problematični u procesima vrenja.
β-glukani izvedeni iz kvasca i medicinskih pečurki imaju sposobnost modulisanja imunskog sistema. Istraživanja su pokazala da nerastvorni (1,3/1,6) β-glukan, ima veću biološku aktivnost od rastvornog (1,3/1,4) β-glukana. Razlike u pogledu β-glukanskih veza i hemijske strukture su značajne za njegovu rastvorljivost, mod akcije, i sveukupnu biološku aktivnost.

## Spoljašnje veze
- beta-Glucans на 